# Thomas Pakenham, 5. Earl of Longford

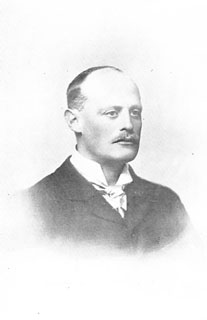
Thomas Pakenham, 5. Earl of Longford

Thomas Pakenham, 5. Earl of Longford KP MVO (* 18. Oktober 1864 in Dublin, Irland; † 21. August 1915 Suvla, Gallipoli) war ein britischer General im Ersten Weltkrieg.

## Leben
Thomas Pakenham war der älteste Sohn des Generals William Lygon Pakenham, 4. Earl of Longford, aus dessen Ehe mit Hon. Selina Rice-Trevor, Tochter des George Rice-Trevor, 4. Baron Dynevor. Er besuchte das Winchester College in Hampshire und studierte am Christ Church College der Universität Oxford.
Im April 1887 erbte er beim Tod seines Vaters dessen irische Adelstitel als 5. Earl of Longford und 6. Baron Longford, sowie dessen britischen Adelstitel als 4. Baron Silchester. Mit letzterem war unmittelbar ein Sitz im britischen House of Lords verbunden. Ebenfalls 1887 erhielt er das Amt des Lord Lieutenant des County Longford.
Er amtierte zeitweise als Friedensrichter für das County Westmeath und für Oxfordshire. 1901 wurde er als Knight Companion des Order of St. Patrick (KP) und 1909 als Member des Royal Victorian Order (MVO) ausgezeichnet.

### Militärkarriere
1887 trat er als Second Lieutenant der 2nd Life Guards in die Gardekavallerie der British Army ein. 1888 wurde er zum Lieutenant, 1895 zum Captain der 2nd Life Guards befördert. Nach Ausbruch des Zweiten Burenkriegs ließ er sich als Captain der 45th (Dublin) Company der Imperial Yeomanry abstellen, mit der er an den dortigen Kämpfen teilnahm. 1900 wurde er im Gefecht verwundet, kehrte nach Großbritannien zurück und ließ sich 1902 erneut zum Kriegsdienst in Südafrika zur Imperial Yeomanry abstellen und erhielt im temporären Rang eines Lieutenant-Colonel das Kommando über das 29th Battalion. Nach Kriegsende kehrte er zum Dienst bei den 2nd Life Guards zurück und wurde dort 1903 zum Major und 1906 zum Brevet-Lieutenant-Colonel befördert.
1912 wurde er im Rang eines Brigadier-General Kommandeur der 2nd (South Midland) Mounted Brigade der 2nd Mounted Division der Territorial Army und übte diesen Dienstposten auch nach Ausbruch des Ersten Weltkriegs aus. Seine Kavallerie-Division war während des Krieges in Ägypten stationiert, wurde aber im August 1915 abgesessen als Infanterie zur Verstärkung der britischen Truppen nach Suvla auf der türkischen Halbinsel Gallipoli verlegt, wo die Alliierten gelandet waren, um den Durchbruch nach Konstantinopel zu erzwingen (Schlacht von Gallipoli).
Am 6. August 1915 nahm seine Division am Gefecht bei Sarı Bayır teil. Am 21. August 1915 bildete seine Brigade während der Schlacht um Scimitar Hill die Reserve. Pakenham führte mit ihr einen erfolgreichen Angriff auf den Gipfel der Scimitar-Höhe durch, bei dem er getötet wurde. Da die Briten den eroberten Gipfel im Verlauf der weiteren Kampfhandlungen wieder räumen mussten und die Frontlinie bis zur Evakuierung der alliierten Truppen im Dezember nicht mehr nach vorne verschoben werden konnte, konnte Pakenhams Leiche nicht geborgen werden. Erst drei Jahre nach dem Waffenstillstand konnten die Leichen geborgen, aber nicht mehr identifiziert werden, obwohl Pakenham sich zu Lebzeiten das Familienwappen mit dem Wahlspruch „Gloria Virtutis Umbra“ auf die Brust hatte tätowieren lassen. Auf seinem Grabstein auf dem Green Hill Cemetery in Suvla stehen deshalb die Worte: „Believed to be buried in this cemetery“ – wahrscheinlich auf diesem Friedhof begraben.

## Ehe und Nachkommen
1899 hatte er Lady Mary Julia Child-Villiers (1877–1933), eine Tochter des Victor Child Villiers, 7. Earl of Jersey, geheiratet. Mit ihr hatte er zwei Söhne und vier Töchter:
- Edward Arthur Henry Pakenham, 6. Earl of Longford (1902–1961), Theaterdirektor und Bühnenautor, ⚭ 1925 Christine Patti Trew († 1980);
- Francis Aungier Pakenham, 7. Earl of Longford, 1. Baron Pakenham (1905–2001), Politiker und Sozialreformer, ⚭ 1931 Elizabeth Harman, Schriftstellerin;
- Lady Margaret Pansy Felicia Pakenham (1904–1999), Schriftstellerin, ⚭ 1928 Henry Taylor Lamb († 1960);
- Lady Mary Katharine Pakenham (1907–2010), Schriftstellerin, ⚭ 1939 Meysey George Dallas Clive (1907–⚔ 1943), Major der British Army;
- Lady Violet Georgiana Pakenham (1912–2002), Schriftstellerin, ⚭ 1934 Anthony Powell (1905–2000), Schriftsteller;
- Lady Julia Agnes Cynthia Pakenham (1913–1956), ⚭ 1938 Robert Francis Mount (1907–1969).